# Amostragem de Gibbs
Em Estatística e Física, a amostragem de Gibbs ou amostrador de Gibbs é um algoritmo para gerar uma sequência de amostras da distribuição conjunta de probabilidades de duas ou mais variáveis aleatórias. O propósito de tal sequência é aproximar a distribuição conjunta, gerando uma ou mais distribuições condicionais completas.  A amostragem de Gibbs é um caso especial do algoritmo de Metropolis-Hastings,
e então um exemplo de um algoritmo Markov chain Monte Carlo (ou MCCM). O algoritmo é nomeado em relação ao físico J. W. Gibbs, em referência a uma analogia entre o algoritmo de amostragem e física estatística. O algoritmo foi planejado pelos irmãos Stuart e Donald Geman, cerca de oito décadas após Gibbs.